# Alain Barrière
Pour les articles homonymes, voir Bellec et Barrière.
Ne doit pas être confondu avec Alain Barrère ou Alain Chamfort.
Louis Allain Bellec, dit Alain Barrière, né le 18 novembre 1935 à La Trinité-sur-Mer (Morbihan) et mort le 18 décembre 2019 à Arradon (Morbihan),, est un auteur-compositeur-interprète français.
Il a connu plusieurs succès dans les années 1960 et les années 1970 avec des chansons dont : Elle était si jolie, Ma vie et Tu t'en vas.

## Biographie

### Origines
Fils de mareyeurs, Louis Allain Bellec est d'origine bretonne par sa mère Marie-Louise Bellec (1903-1977) qui l'a élevé, mais d'origine italienne par son père - d'où sa chanson Un peu de sang breton, il grandit en Bretagne dans un environnement assez difficile où il rêve d’évasion. Entre les plages et la lande, il devient un enfant de la nature, rebelle et solitaire. Un instituteur providentiel se prend d’affection pour le gamin et lui ouvre les chemins de la connaissance. Contre toute attente, le futur Alain Barrière devient un élève modèle, curieux de tout.
À la fin de ses études secondaires, il part pour Angers où il entre à l’École nationale des ingénieurs des arts et métiers en 1955, dont il sort diplômé. Il exerce sa profession d'ingénieur chez le fabricant de pneumatique Kléber-Colombes  en 1960-1961.  Mais depuis 1958, il a une autre passion : la musique et s’achète une guitare et commence à écrire ses premières mélodies en autodidacte.
L’année suivante, il s’émerveille de la découverte des poésies modernes de Francis Carco et Robert Desnos. Il commence à glisser des mots sur ses premières compositions qu’il fait écouter à ses amis étudiants.

### Débuts
En 1961, il adopte le pseudonyme de « Barrière » et participe au concours du Coq d'or de la chanson française dont la finale se déroule à l'Olympia. Il parvient en finale avec sa chanson Cathy et se classe 11e sur 12. Mais pendant ce concours, Bruno Coquatrix l'a remarqué et Alain signe un premier contrat avec la maison de disques RCA.
En février 1962, il passe à l'Olympia en première partie du tour de chant de Colette Renard où il interprète cinq chansons. Il vit alors de quelques cachets en se produisant dans des petites salles parisiennes avant de se faire un nom, en 1963, avec Elle était si jolie. Sélectionné pour représenter la France au concours Eurovision de la chanson, il finit 5e sur 16 participants. Le pianiste et chef d'orchestre André Livernaux assure quant à lui les arrangements de ses premières chansons.
En septembre 1963, il revient une nouvelle fois à l'Olympia dans le spectacle de Paul Anka, où il interprète dix chansons.

### Consécration
C'est en 1964 qu'il obtient son plus grand succès avec Ma vie et se produit alors en vedette à l'Olympia.  Ma vie deviendra un tube exceptionnel en Amérique du Sud (8e au Chili, 9e au Pérou, 1er en Argentine, 1er au Brésil, 3e en Bolivie, 2e en Uruguay).
Toujours avec cette chanson, en  Italie Alain Barrière atteint la notoriété et connait un succès considérable, pour atteindre la 7e position dans le hit parade. Le succès de cette chanson pousse le label discographique à sélectionner l'artiste pour le Festival de Sanremo de 1965. Mais un différend entre la maison de disques RCA et la direction du Festival conduit celle-ci à retirer de la programmation tout artiste présenté par la firme RCA, y compris Paul Anka et Dalida. La chanson pour le festival, Quattro ragioni per non amarti (Quatre raisons de ne pas t'aimer), est malgré tout sortie, mais sans résultats commerciaux significatifs.
Après un passage comme acteur en 1966, dans Pas de panique  de Sergio Gobbi, il revient avec succès à la chanson, avec des titres comme La Marie-Joconde (1966), Les Guinguettes (1966), Rien qu'un homme (1970), Emporte-moi (1968) et C'était aux premiers jours d'avril (1969). La production d'Alain Barrière est décidément prolifique avec des albums qui se succèdent : Toi (1966), Si je rêve de toi (1967), À regarder la mer (1969), chansons aux paroles durablement marquantes. Lors de ses passages dans la salle de Bruno Coquatrix en 1966 et en 1967, le public peut apprécier le chemin parcouru en termes de prestations scéniques.
En 1966 et 1968, c'est le music-hall Bobino qui l'accueille. Il effectue par la suite plusieurs passages à l'Olympia en 1967, 1972, 1974, 1976 et 1978.

### Reconnaissance
Un autre grand succès d'Alain Tu t'en vas, interprété en duo avec Noëlle Cordier sort en 1975.
L'année 1975 est un tournant dans sa vie, puisqu’il épouse Agnès Cohen-Solal dite Anièce (1950-2019), sa compagne depuis quelques mois, et découvre la paternité avec la naissance de sa fille "Guénaëlle", la même année. De plus, il concrétise un vieux rêve en faisant construire un château en Bretagne, proche des fameux menhirs de Carnac, qu'il fait aménager en théâtre-discothèque-restaurant, avec une salle de spectacle en amphithéâtre, dans laquelle il donne des concerts chaque été. Le Stirwen (Étoile blanche en breton), le bâtiment réalisé à partir d'authentiques vieilles pierres, devient vite un lieu fréquenté des noceurs, qui se souviennent des soirées à thèmes qu’il organise avec son épouse.
En 1977, il quitte brutalement la France pour les États-Unis : - l'entreprise Stirwen est en difficultés - et le chanteur a des démêlés avec le fisc. Il revient quatre ans plus tard, mais les deux albums qu'il enregistre n'ont plus le succès escompté. Un second exil le mène au Canada où il enregistre Entre Québec et Montréal. Alain Barrière raconte ses déboires dans son autobiographie, [notamment l'intervention d'individus à son domicile], une affaire qui venait de haut lui dira-t-on à l'époque, laissant penser que son succès suscita des jalousies déguisées et des pressions politiques. Il ne revient définitivement qu'au début des années 1990, mais sans renouer véritablement avec la chanson.
En 1998, sort un CD de nouvelles chansons Barrière 97 et une compilation de ses meilleures chansons, Ma vie. Il passe à la salle Pleyel en 1998.

### Des années 2000 à 2010

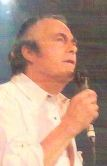
Alain Barrière

Sa fille Guénaëlle, avocate, relance sa carrière en 2005. En 2006, il publie son autobiographie, Ma vie, aux éditions du Rocher accompagné d'un CD comprenant trois nouvelles chansons : If [Tu seras un homme] d'après le poème Si de Rudyard Kipling dans la traduction d'André Maurois, Quand la mer s'est retirée et Hymne à la Bretagne en hommage à sa terre natale. Lance aussi une nouvelle compilation, La Compilation authentique. Il donne plusieurs concerts au Canada, notamment au Québec et y est bien accueilli avec un disque d'or.
En 2007, Alain Barrière revient finalement sur scène. Il entame à partir du mois de Mars une grande tournée en France, avant de se produire en avril à l'Olympia puis en décembre au Palais des congrès de Paris.
Un nouveau CD paraît à l'automne 2007 (Chansons françaises) dans lequel il interprète notamment La Foule, Le Petit Bonheur, Les Copains d'abord, Ne me quitte pas, La Mer et Le Temps des cerises.
En novembre 2010 paraît un album Best of de cinquante-trois chansons composé de titres phares mais aussi de nombreuses chansons jamais parues sur CD.
Le 5 juillet 2011, il est invité dans l'émission de France 3 Village départ à Lorient, présentée par Laurent Luyat, à l'occasion du départ de la 4e étape du Tour de France : Lorient - Mûr-de-Bretagne.
Le 5 septembre 2011, l'artiste annonce qu'il est contraint de renoncer pour raisons de santé et fait ses adieux à la scène, programmés le 10 septembre 2011 à La Trinité-sur-Mer et le 16 septembre 2011 au Palais des congrès de Paris.
En 2013 Guénaëlle Barrière, sa fille née en 1975, année de l'ouverture du Stirwen la discothèque de son père, reprend le flambeau et relance cette « Étoile blanche », après six ans d'absence. La même année, l'artiste publie son ultime album studio : Mes duos d'amour.

### Décès
Alain Barrière meurt à Arradon à l'âge de 84 ans des suites d'un arrêt cardiaque, le 18 décembre 2019, 12 jours seulement après son épouse. Ses obsèques sont célébrées le 23 décembre en l'église de La Trinité-sur-Mer, son village natal. En cette occasion, de nombreuses personnalités lui rendent hommage, parmi lesquelles Jean-Marie Le Pen, un ami d'enfance. Il repose dans le caveau familial du cimetière communal.

## Discographie

### Albums studio
- 1963 : Cathy
- 1964 : Ma vie
- 1965 : Les Guinguettes
- 1966 : Toi
- 1967 : Si je rêve de toi
- 1968 : Un homme s'est pendu
- 1969 : Angela
- 1970 : À regarder la mer
- 1971 : Un peu de sang breton
- 1972 : Pour la dernière fois
- 1973 : Séduction  13
- 1975 : Tu t'en vas
- 1976 : Si tu te souviens
- 1977 : Et tu fermes les yeux
- 1978 : Amoco
- 1979 : Sérénade et Tragédie / Elle va chanter
- 1980 : Une chanson / Partir
- 1981 : Amoco...
- 1983 : La mer est là
- 1983 : Ma vie
- 1986 : Entre Québec et Montréal
- 1997 : 97
- 2013 : Mes duos d'amour

#### Ventes
| Ma Vie                                        | + 100 000                  |
| Tu t'en vas                                   | + 150 000[réf. nécessaire] |
| Disque d’or                                   | + 100 000                  |
| Et tu fermes les yeux                         | + 75 000                   |
| Cosmos 77                                     | + 100 000                  |
| Amoco                                         | + 75 000                   |
| Sérénade et tragédie                          | + 100 000                  |
| Total                                         | + 700 000                  |
| Tous les chiffres donnés sont des estimations |                            |

### Singles
- Cathy (1961)
- Je reviendrai d'Al Cantara (1962)
- Elle était si jolie (1963)
- Plus je t'entends (1963)
- Ma vie (1964)
- Ave Maria (1965) - bande originale du film Pas de panique
- Quattro ragioni per non amarti (1965)
- E più ti amo (1965) - paroles de Gino Paoli
- Les Guinguettes (1966)
- Toi (1966)
- La Foire aux cœurs (1967)
- Emporte-moi (1968)
- Tout peut recommencer (1968)
- C'était aux premiers jours d'avril (1969)
- Viva Ouagadougou (1969)
- Les Yeux d'Elsa (1969) d'après le poème de Louis Aragon
- À regarder la mer (1970)
- Si tu ne me revenais pas (1971)
- La Mer (1971)
- Rien qu'un homme (1971)
- Le Voyage (1971)
- Allez Rennes (1971) - en hommage au Stade rennais vainqueur de la Coupe de France de football 1970-1971
- Elle (1972)
- Pour la dernière fois (1973)
- Le Bel Amour (1973)
- Séduction 13 (1974)
- Écoute bien, c'est un tango, Il faut danser Marie (1974)
- Tu t'en vas (1975) en duo avec Noëlle Cordier
- Celtina (1975)
- Mon improbable amour (1975)
- Si tu te souviens (1976)
- Qu'importe (1977)
- Et tu fermes les yeux (1978)
- Amoco (1978) - chanson écrite à la suite du naufrage du pétrolier Amoco Cadiz, en mars 1978 qui provoqua une marée noire sur les côtes bretonnes
- Une autre vie (1978)
- Elle va chanter (1979) - chanson écrite en hommage à Édith Piaf
- Partir (1980)
- Une chanson (1981)
- Alors adieu (1981)
- La mer est là (1983)
- Aimer (1988)
- If [Tu seras un homme], Hymne à la Bretagne et Quand la mer s'est retirée (2006) - voir « Bibliographie »

#### Ventes
| Ma Vie                            | + 500 000   |
| Les sabots                        | + 75 000    |
| Les guinguettes                   | +100 000    |
| Toi                               | + 100 000   |
| Tout peut recommencer             | 75 000      |
| Emporte-moi                       | +75 000     |
| À regarder la mer                 | + 100 000   |
| Comme un vieux morceau de bois    | + 60 000    |
| Le voyage                         | + 60 000    |
| Rien qu’un homme                  | + 250 000   |
| Le Bel Amour                      | + 100 000   |
| Maggore                           | +75 000     |
| Ecoute bien c'est un tango        | +100 000    |
| Tu t'en vas (avec Noëlle Cordier) | + 700 000   |
| Mon improbable amour              | +100 000    |
| Paris Disco                       | 77 000      |
| Une autre vie                     | +150 000    |
| Amoco                             | +100 000    |
| Total                             | + 2 797 000 |
| Ces chiffres sont des estimations |             |

## Filmographie
- 1966 : Pas de panique de Sergio Gobbi : Jo

"Tu t'en vas", en duo avec Noëlle Cordier, est utilisé dans la bande originale du film Seules les Bêtes (2019) de Dominik Moll.

## Distinctions
- Commandeur de l'ordre des Arts et des Lettres[30]